# Ернст Вітебскі
Ернст Вітебскі, також Ернест Вітебскі (3 вересня 1901, Франкфурт-на-Майні – 7 грудня 1969) був німецько-американським імунологом.

## Раннє життя та освіта
Ернст Вітебскі народився у Франкфурті-на-Майні. З 1920 по 1926 вивчав медицину у Франкфуртському та Гайдельберзькому університетах . 

## Кар'єра
Після закінчення медичного інституту в 1925 році він працював з Гансом Заксом у Гайдельберзі, головним чином, над тканинами мозку та органів, а також антигенами груп крові.
У 1933 році він виїхав з Німеччини до Швейцарії в результаті репресій нацистів, а в 1935 році розпочав роботу у медичному інституті університету в Буффало. У 1950-х роках він почав вивчати антигени, специфічні для одного органу, у випадку щитоподібної залози антигеном був тиреоглобулін. Був наставником Ноеля Роуза в його дослідницькій роботі з приготування тиреоглобуліну з залоз кроликів. У 1967 році Університет штату Нью-Йорк створив Центр імунології в Буффало і призначив його першим директором.

## Досягнення
Вітебскі допоміг розробити процедури виділення та часткової характеристики антигенів крові А і В. Він також розпочав практику нейтралізації певних антитіл у крові універсальних донорів крові.
У 1957 році він був співавтором статті «Постулати Вітебскі», які визначали, чи можна вважати хворобу аутоімунною:
- Пряма демонстрація вільно циркулюючих антитіл, активних при температурі тіла.
- Розпізнавання специфічного антигену (для цього антитіла).
- Вироблення антитіл проти того ж антигену у піддослідних тварин.
- Піддослідна тварина демонструє ті ж зміни тканин, що й у людини.

У 1993 році постулати були переглянуті на основі прямих доказів передачі патогенних антитіл або патогенних Т-клітин, непрямих доказів, заснованих на репродукції аутоімунного захворювання у експериментальних тварин, і непрямих доказів з клінічних спостережень: 
- Аутоантитіла виявляються у всіх випадках захворювання.
- Експериментальне відтворення хвороби шляхом імунізації антигеном.
- Експериментальне захворювання повинно мати імунопатологічні ураження, аналогічні тим, які спостерігаються при природному захворюванні.
- Захворювання передається через сироватку або лімфоїдні клітини.

У 1959 році Вітебскі отримав премію Карла Ландштейнера за роботу з антитілами крові.
У 2019 році Вітебскі був посмертно відзначений разом зі своїм підопічним Ноелем Роузом нагородою «Золотий гусак» за роботу з аутоімунних захворювань. 